# Curtiss-Wright X-19
El Curtiss-Wright X-19, designación de compañía Model 200, fue una aeronave de rotores basculantes experimental estadounidense de principios de los años 60 del siglo XX. Fue notable por ser la última aeronave de cualquier tipo fabricada por Curtiss-Wright.

## Diseño y desarrollo
En marzo de 1960, la Curtiss-Wright Corporation desarrolló el X-100, prototipo de una nueva aeronave de transporte de despegue vertical. El X-100 disponía de un único motor turboeje, que propulsaba dos hélices basculantes, mientras que en la cola, toberas giratorias usaban los gases de escape del motor para proporcionar control adicional en el vuelo lento o estacionario. Aunque a veces es clasificado como una aeronave de rotores basculantes, el diseño difería del diseño de rotores basculantes Bell XV-15. El X-19 utilizaba hélices radiales de sustentación especialmente diseñadas, en lugar de rotores tipo helicóptero, para el despegue vertical y el aumento de la sustentación proporcionada por las estructuras alares.
Desde el X-100, Curtiss-Wright desarrolló el más grande X-200, del que la Fuerza Aérea de los Estados Unidos ordenó dos prototipos, designados X-19A.
El X-19 disponía de alas altas en tándem delantera y trasera. Cada ala montaba dos hélices de 4 m de diámetro que podían ser rotadas 90°, permitiendo que la aeronave despegara y aterrizara como un helicóptero. Las hélices estaban propulsadas por motores turboeje gemelos Avco Lycoming T55-L-5 montados en el fuselaje.

## Historia operacional
El primer vuelo del X-19 tuvo lugar en noviembre de 1963 (otras fuentes lo datan el 26 de junio de 1964). Estaba previsto que el X-19 se desarrollara en una aeronave VTOL de transporte. Sin embargo, el primer X-19 resultó destruido en un accidente el 25 de agosto de 1965, sin pérdida de vidas, y el programa fue seguidamente cancelado; el segundo prototipo nunca fue completado. Actualmente, el segundo prototipo se encuentra en las instalaciones de restauración del Museo Nacional de la Fuerza Aérea de Estados Unidos en Dayton (Ohio).
La transmisión de potencia, los requerimientos de potencia-peso, la transición del modo de vuelo y el control multieje hacen el diseño de aeronaves VTOL más problemático que el de ala fija convencional e incluso que el de helicóptero. Como la mayoría de las aeronaves basculantes pioneras, la complejidad aerodinámica de acoplar cabeceo, alabeo y guiñada, y par motor, particularmente en la transición del vuelo vertical al horizontal, hace el diseño extremadamente desafiante. Al final, la debilidad en las cajas reductoras de transmisión de potencia provocó el fallo. Debido a la complejidad del diseño, las aeronaves VTOL de rotores basculantes no entraron en servicio operacional hasta la introducción del Bell-Boeing V-22 Osprey en 2007.

## Operadores
Estados Unidos
- Fuerza Aérea de los Estados Unidos

## Especificaciones (X-19)

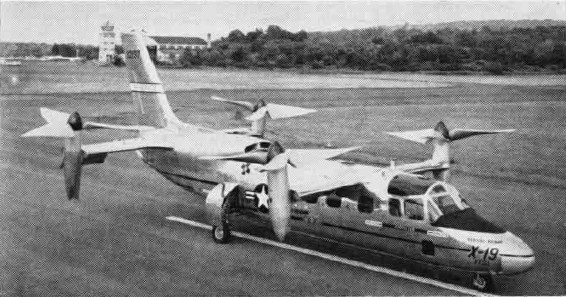
El X-19 en 1963.

Referencia datos: Jane's all the World's Aircraft 1965–66

### Características generales
- Tripulación: Dos
- Capacidad: Cuatro pasajeros
- Carga: 2300 kg (1770 kg en VTOL)
- Longitud: 13,5 m (44,4 ft)
- Envergadura: 7,16 m (ala trasera), 5,9 m (ala delantera)
- Altura: 5,2 m (17 ft)
- Superficie alar: 9,15 m2 (ala trasera), 5,21 m2 (ala delantera)
- Peso vacío: 4423 kg (9748,3 lb)
- Peso máximo al despegue: 6690 kg (CTOL), 6200 kg (VTOL)
- Planta motriz: 2× motor turboeje Lycoming T55-L-7.
  - Potencia: 1980 kW (2730 HP; 2692 CV) cada uno.
- Hélices: Tripala Curtiss-Wright de plástico reforzado con vidrio de sustentación radial
- Diámetro de la hélice: 3,96 m
- Capacidad de combustible: 2170 kg

### Rendimiento
- Velocidad máxima operativa (Vno): 740 km/h (460 MPH; 400 kt) a 6100 m (20 000 pies)
- Velocidad crucero (Vc): 643,8 km/h (400 MPH; 348 kt) a 4600 m (15 000 pies)
- Alcance: 830 km (448 nmi; 516 mi) con 450 kg de carga (VTOL), 1182 km con 450 kg de carga (CTOL)
- Régimen de ascenso: 20 m/s (3937 ft/min) a nivel del mar y 6200 kg peso de la célula

## Aeronaves relacionadas

### Aeronaves similares
- AgustaWestland AW609
- Bell XV-15
- Bell Boeing V-22 Osprey

### Secuencias de designación
- Secuencia X-_ (interna de Curtiss): X-100 - X-200
- Secuencia X-_ (Aviones eXperimentales estadounidenses, 1948-presente): ← X-16 - X-17 - X-18 - X-19 - X-20 - X-21 - X-22 →